# جیمز کوک کولیس
جیمز کوک کولیس (انگلیسی: James Cooke-Collis؛ ۷ مه ۱۸۷۶ – ۱۴ آوریل ۱۹۴۱) فرد نظامی اهل بریتانیا بود. وی همچنین برندهٔ جوایزی همچون نشان امپراتوری بریتانیا شده‌است.